# مورالي موهان
مورالي موهان (بالتيلوغوية: మురళీ మోహన్)‏ هو منتج أفلام وسياسي وممثل هندي (وحمل سابقاً جنسية الراج البريطاني)، ولد في 24 يونيو 1940 في الهند. من الجوائز التي نالها جائزة فيلم فير جنوب وجوائز ناندي ‏.

## جوائز
- جائزة فيلم فير جنوب
- جوائز ناندي [الإنجليزية]‏

## وصلات خارجية
- مورالي موهان على موقع IMDb (الإنجليزية)
- مورالي موهان على موقع قاعدة بيانات الفيلم (الإنجليزية)